# Farbanpassung
Als Farbanpassung (englisch Color matching oder Image color matching) bezeichnet man in der digitalen Bildbearbeitung die Farbabstimmung für Monitor-Bildausgaben in Hinblick auf Eingabegeräte wie Kamera, Scanner oder Digitalkamera und Ausgabegeräte wie Drucker und Plotter, aber auch für den Mehrfarbendruck, um eine möglichst große Farbtreue von der Vorlage bis zum Endprodukt zu erhalten. Dieses Verfahren ist erforderlich, um in der Druckvorstufe verschiedene Farbmodelle wie RGB (Monitor) und CMYK (Druck) aneinander anzugleichen, da die Bildschirmausgabe (additive Farbmischung) die subtraktive Farbmischung eines Druckerzeugnisses nur unzureichend simulieren kann.
In der Regel geschieht die Farbanpassung mit Hilfe von Farbtabellen bzw. Farbfächern nach festgelegten Systemen von Volltonfarben und Schmuckfarben wie z. B.
- in Deutschland
  - HKS
  - RAL
- international
  - CIE
  - Pantone
  - Trumatch

die mit der Darstellung am kalibrierten Bildschirm verglichen werden. Um auch geringste Differenzen auszugleichen, werden diese Farbsysteme an den jeweiligen Bedruckstoff angepasst (unterschiedliche Papiersorten, Kunststoffe, Textilien, aber auch Metalle, Glas oder Keramik im Siebdruckverfahren).
Zur Farbanpassung benutzt man außerdem optische Messgeräte, z. B. Spektralfotometer, eine Art Handscanner, der die spektralen Remissionswerte einer Referenzfarbe misst. Ebenso gibt es zahlreiche Softwarelösungen, die die „individuellen“ Eigenschaften einzelner Eingabegeräte – meist Farbstiche – ausgleichen können. Zusätzlich werden für das Produktdesign Plättchen aus durchgefärbten oder transparenten Kunststoffen verwendet, die bei der CAD-Arbeit helfen, das Endprodukt schon vor der Fertigung des Prototyps farblich zu beurteilen.
Aktuelle Betriebssysteme und Bildverarbeitungsprogramme bieten Color Matching per ICC-Profil gestütztem Colormanagement (Farbmanagement), das u. a. die geräteneutrale Aufbereitung von Sonderfarben über Lab-Farbraum-Definitionen ermöglicht.